# 비토리아 푸치니
비토리아 푸치니(Vittoria Puccini, 1981년 11월 18일 ~ )는 이탈리아의 배우이다. 《루돌프 황태자의 마지막 사랑》에서 마리 폰 베체라 역을 맡은 것으로 유명하다. 배우이자 영화 감독인 알레산드로 프레치오시의 아내로서 슬하에 1명의 딸(2006년 출생)을 두었다.

## 출연 작품
- 티라미수 (2016)
- 오리아나 팔라치 (2015)
- 원드러스 보카치오 (2015)
- 철강 (2012)
- 매그니피슨트 프레젠스 (2012)
- 더 퍼펙트 라이프 (2011)
- 키스 미 어게인 (2010)
- 오해의 눈빛 (2008)